# Jean de Baerle

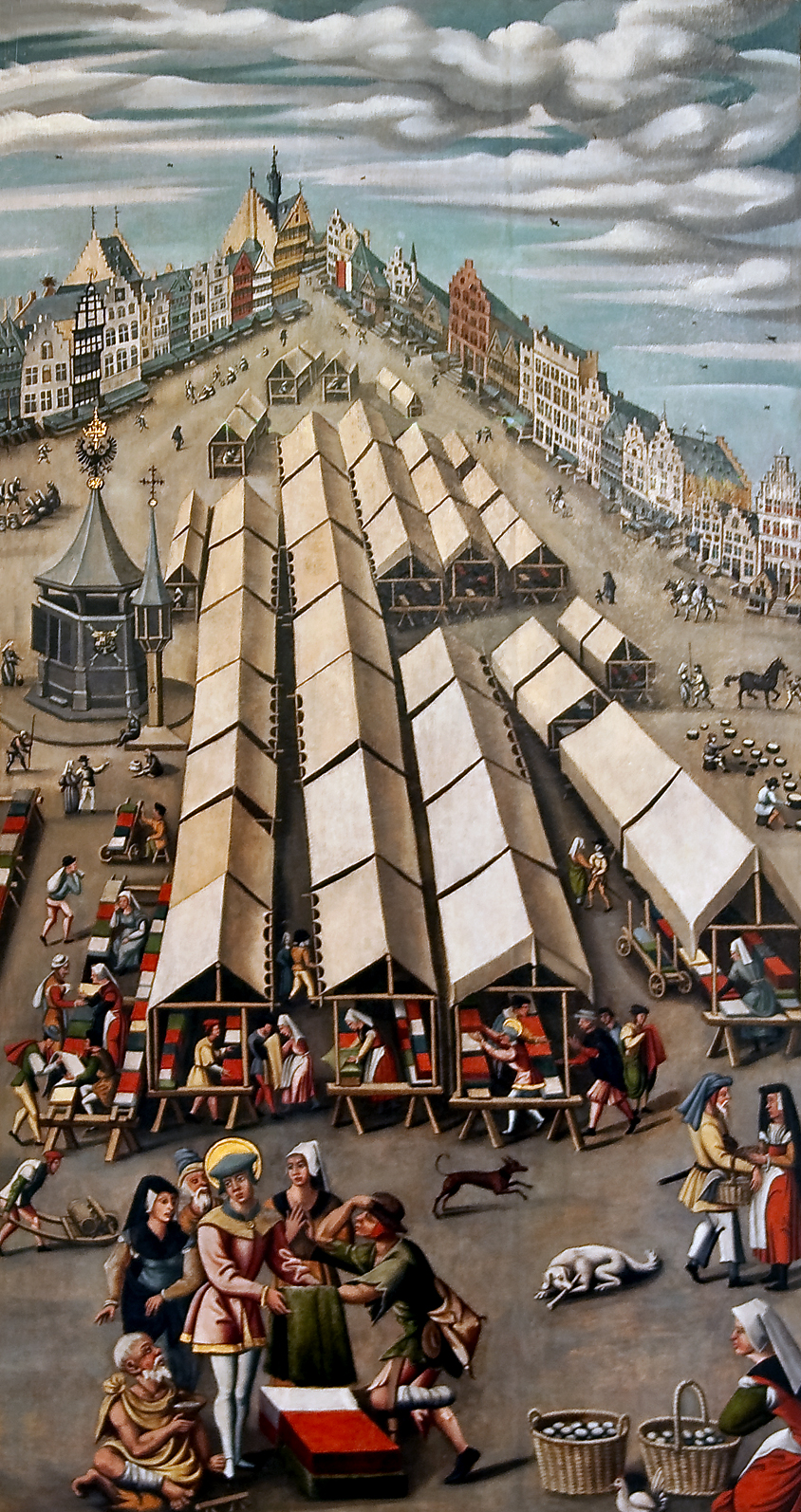
Bois-le-Duc au XVIe siècle

Jean de Baerle ou Jean van Baerle (Baerle, fin du XVe siècle - Liège, 4 juillet 1539 ) était un dominicain à Bois-le-Duc . Son nom vient de sa ville natale, Baerle, dans le duché de Brabant.

## Biographie
Jean a obtenu son doctorat en théologie à l'université de Heidelberg en 1514 , au cours des dernières années où cette université fut une université catholique romaine. Ensuite, il est retourné au monastère dominicain de Bois-le-Duc, situé à Hinthamerstraat . Il est devenu prieur de ce monastère. Il a combiné cela avec des tâches au niveau de la province dominicaine de Germania Inferior. Cette province de l'ordre fut fondée en 1514 et depuis lors organisa les monastères dominicains aux Pays-Bas, séparés des dominicains allemands et français.
De 1524 jusqu'à sa mort en 1539, il est actif comme inquisiteur dans l'État princier de Liège. Son lieu de travail était la ville de Liège. Ensuite, il fut enterré au monastère dominicain de Bois-le-Duc.

## Publication
Une publication est connue à son sujet, intitulée: Eenen schoonen Spiegel van eenen deughdelijken leven descretelick en vruchtbaerlick te leyden.